# Рембешиці
Рембешиці (пол. Rembieszyce) — село в Польщі, у гміні Малогощ Єнджейовського повіту Свентокшиського воєводства.
Населення — 349 осіб (2011).
У 1975-1998 роках село належало до Келецького воєводства.

## Демографія
Демографічна структура на день 31 березня 2011 року:
|          | Загалом | Допрацездатний вік | Працездатний вік | Постпрацездатний вік |
| -------- | ------- | ------------------ | ---------------- | -------------------- |
| Чоловіки | 183     | 46                 | 115              | 22                   |
| Жінки    | 166     | 47                 | 81               | 38                   |
| Разом    | 349     | 93                 | 196              | 60                   |